# صيادية
الصيادية عباره عن صوصي يعد للأسماك.

## المكونات
فلفل أخضر - بصل- طماطم- جوليان- صوص طماطم.

## طريقة العمل
صوص الطماطم طماطم فريش (بندورة) صلصة طماطم بصل مفروم ثوم مفروم
يحضر البصل المفروم مع قليل من الزيت ثم يوضع الثوم مع البصل المفروم بعد دقيقتين مع الفلفل الاسمر ناعم ثم يحضر صلصلة الطماطم وتوضع مع البصل بعد أن يصفر لونه ذهبيا مع كزبرة ناعمه وملح ثم توضع الطماطم الفريش بعد الضرب ثم يترك على النار لمدة 15-20 دقيقه لدرجة الغليان ثم يوضع البصل الجوليان ثم بعد ذلك الطماطم وأخيرا الفلفل ثم يترك لدرجة الغليان ل25 دقيقه ثم يقدم مع الأسماك

## معلومات غذائية
تحتوي وجبة الصيادية الدايت (280غ تقريباً)، بحسب موقع شهية، على المعلومات الغذائية التالية:
- السعرات الحرارية: 338
- الدهون: 9
- الدهون المشبعة: 1
- الكوليسترول: 51
- الكاربوهيدرات: 35
- البروتينات: 27

## انظر ايضاً
- مطبخ مصري